# Netz (Textilie)

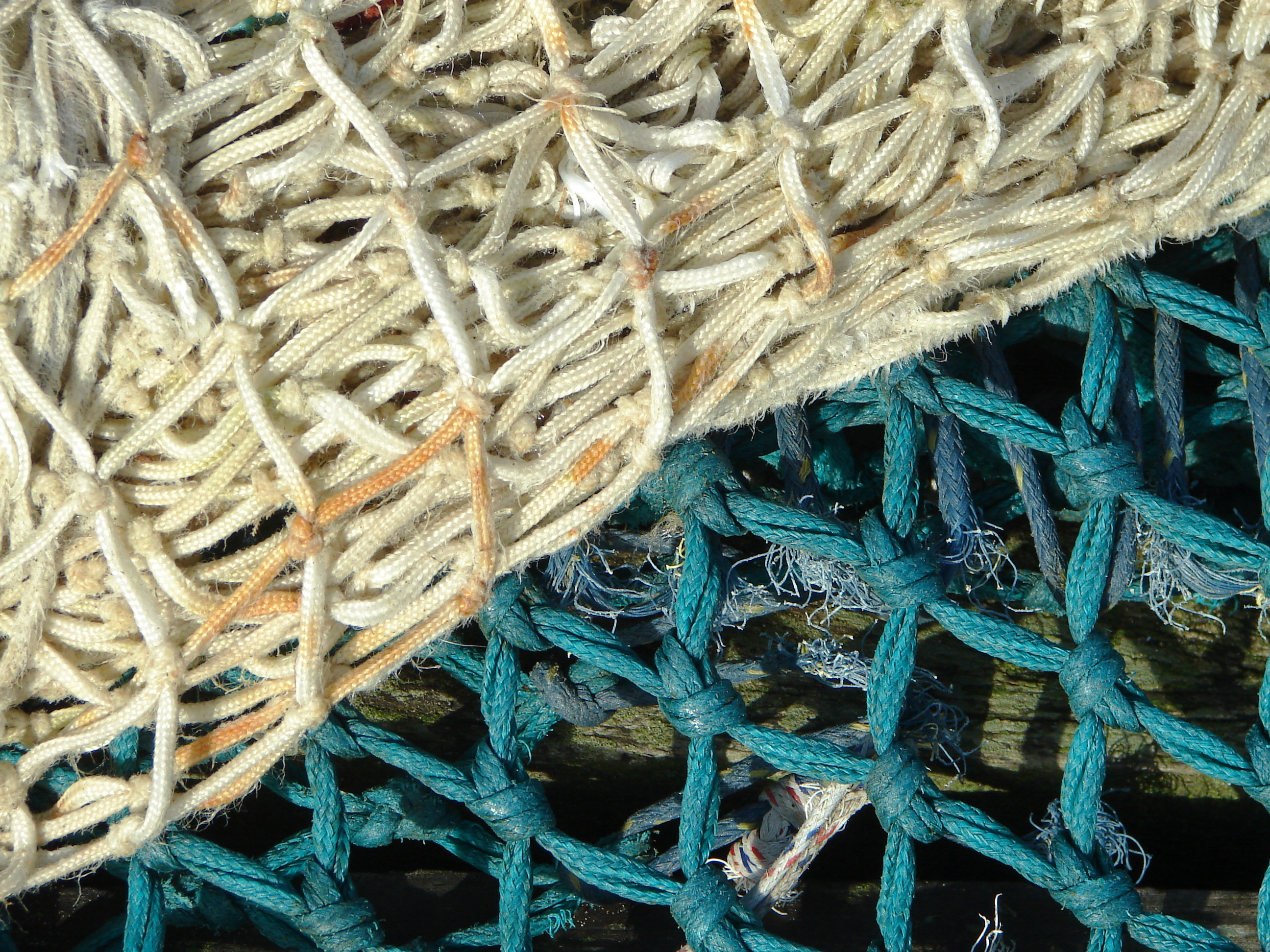
Geknotete Netze für den Fischfang

Ein Netz ist ein großmaschiges textiles Flächengebilde mit regelmäßigen Maschen oder Öffnungen.
Die Maschen bzw. Öffnungen können beispielsweise rhombisch, quadratisch oder sechseckig ausgebildet sein.

## Geknotete und knotenlose Netze

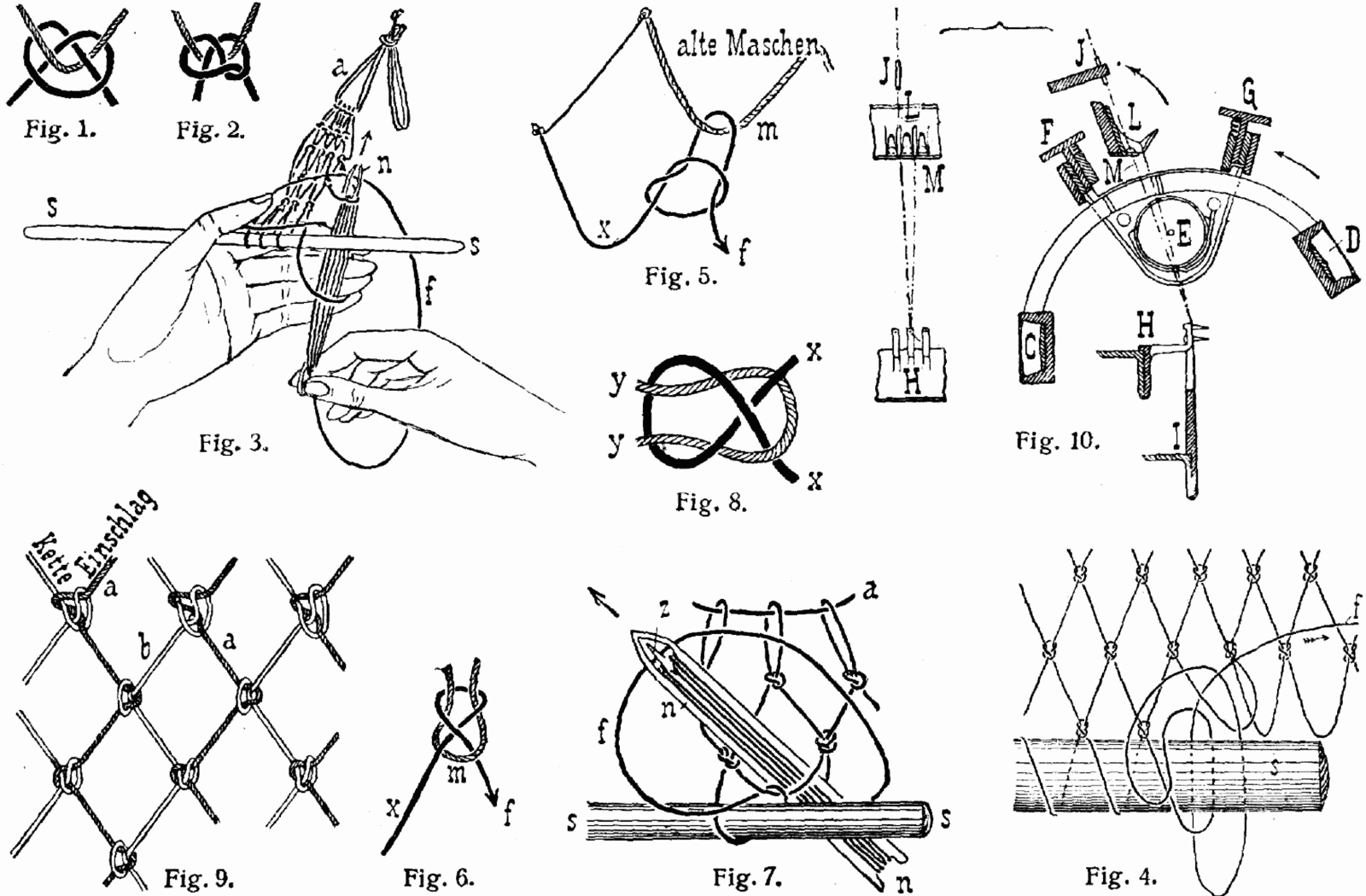
Historische Netzherstellung

Traditionell werden Netze dadurch hergestellt, dass bereits gedrehtes oder geflochtenes Garn an den Kreuzungspunkten des Netzes verknüpft wird. Hierzu kann eine Netznadel oder eine Netzknüpfmaschine verwendet werden.
Es sind jedoch auch knotenlose Netze bekannt. Solche knotenlosen Netze können zum Beispiel Gewirke sein, bei denen die Stege des Netzes durch eine Maschenverbindung verbunden sind. Zur Herstellung eines knotenlosen Netzes kann beispielsweise eine Raschelmaschine verwendet werden.
Knotenlose Netze sind beim reibenden Anstreifen glatter.

## Thermoplastisch erzeugte Netze
Aus stabiler Plane, durch Lochung und 2-dimensionalles Zerren des Materials werden netzartige Planen hergestellt. Typisch mit fast runden Öffnungen von etwa 3 cm Durchmesser und 2 cm Stegbreite, oft orange als Schutzgeländer am Bau, Fangschutz beim Schifahren, gegen Schneeverwehungen an Straßen. Beim Anstreifen mit Bekleidung fast so glatt wie die Folie selbst.
Besonders feinmaschige Vogel- und Katzenschutznetze, die auch für Luftballonregen genutzt werden, haben typisch nur 7 g/m2 Flächenmasse und bestehen aus dünnem doch massivem Thermoplast.

## Geschichte
Die ältesten Funde von Netzen gehen auf das Mesolithikum zurück. Da allerdings kaum Fundstellen vorhanden sind, in denen das organische Material früher Netze bis heute überstehen konnte, kann nicht ausgeschlossen werden, dass Netze bereits im Jungpaläolithikum bekannt waren.

## Arten
Netze kommen in unterschiedlichsten Anwendungsgebieten zum Einsatz. Demgemäß gibt es eine Vielzahl verschiedener Netztypen, beispielsweise:
- Baumverpackungsnetz z. B. für Weihnachtsbäume siehe auch: Netzmaschine
- Fischernetze und Kescher für den Fischfang, Netze zum Vogelfang
- Netze für den Agrarbereich, z. B. Vogelschutznetze
- Verpackungs- und Schutznetze im Transportwesen, z. B. der Girsack
- Einkaufsnetze
- Sportnetze, z. B. Tornetz, Tennisnetz, Pfeilfangnetz
- Moskitonetze
- Netzhemden
- Haarnetze
- Auffangnetze zur Arbeitssicherheit
- Arbeitsplattformnetze als Gerüstersatz
- Tarnnetze
- Nebelfängernetze zur Trinkwassergewinnung (Atrapanieblas)
- Kleidung mit netzartigem Gewebe
- Hängematte
- Relingsnetz auf Segelschiffen
- Herniennetz: Kunststoffnetz (zum Beispiel aus Polypropylen) zum Verschluss oder zur Verhütung von Hernien

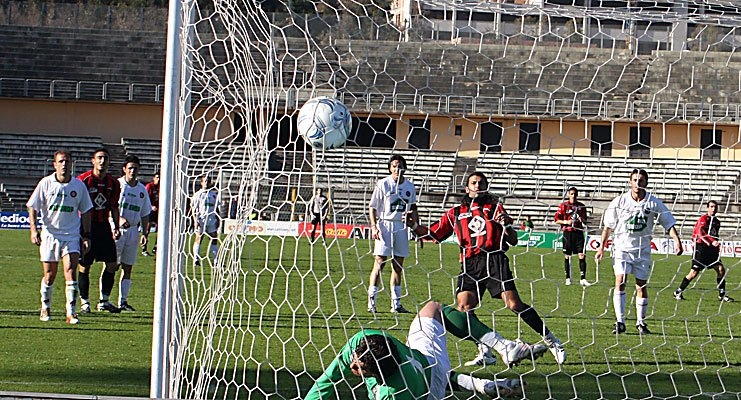
Ein knotenloses Netz in einem Fußballtor
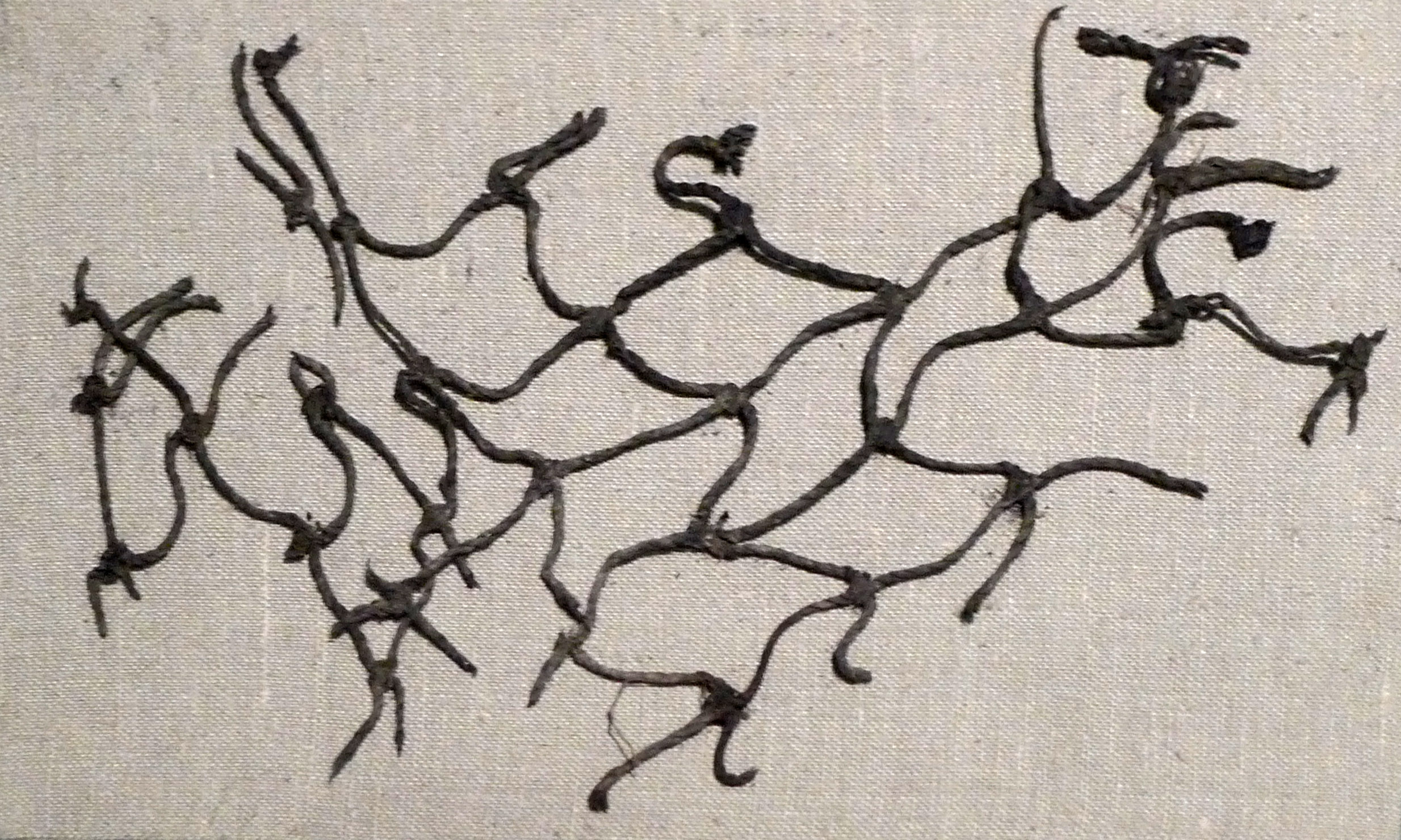
Fischernetz aus dem Neolithikum
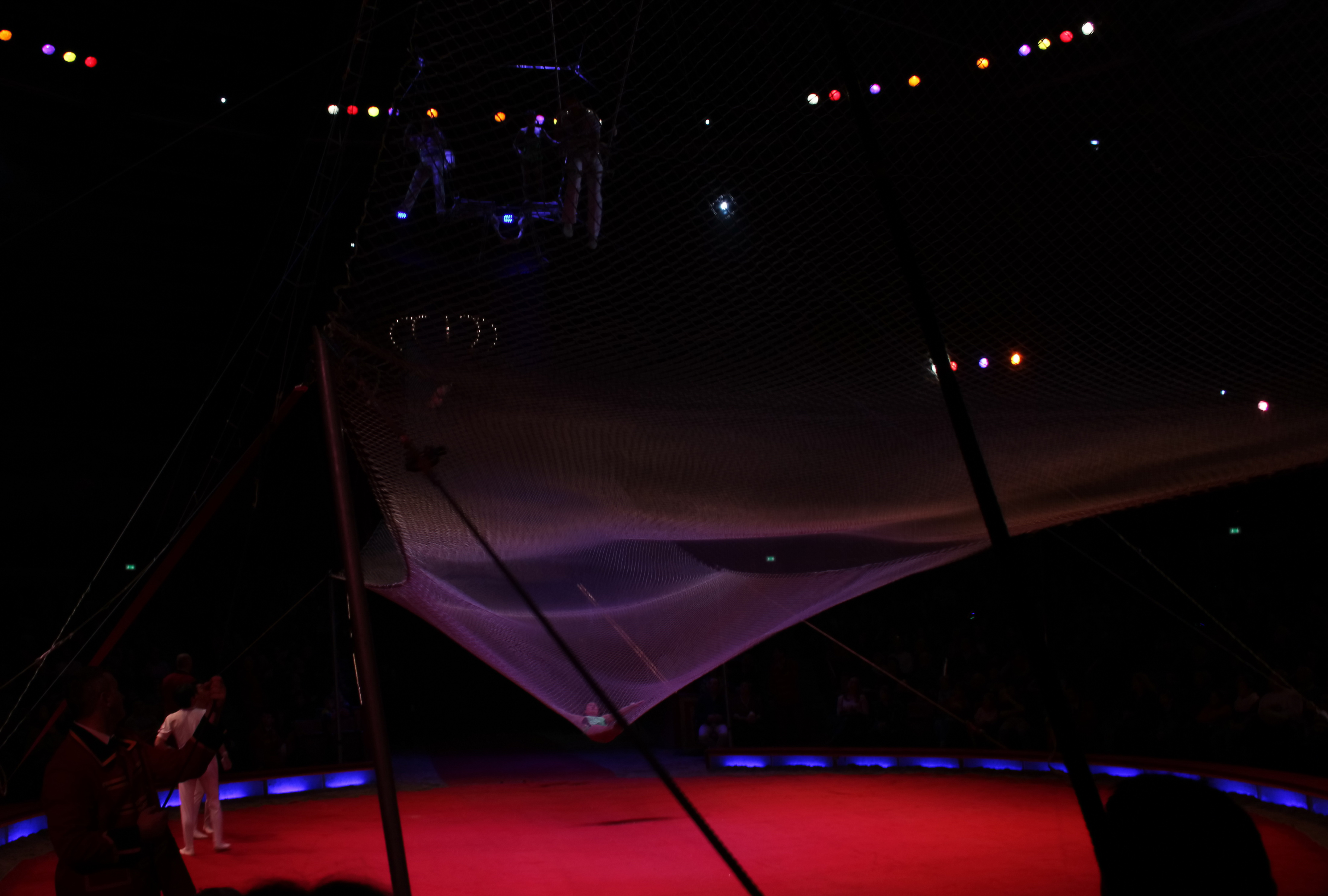
Sicherungsnetz im Zirkus
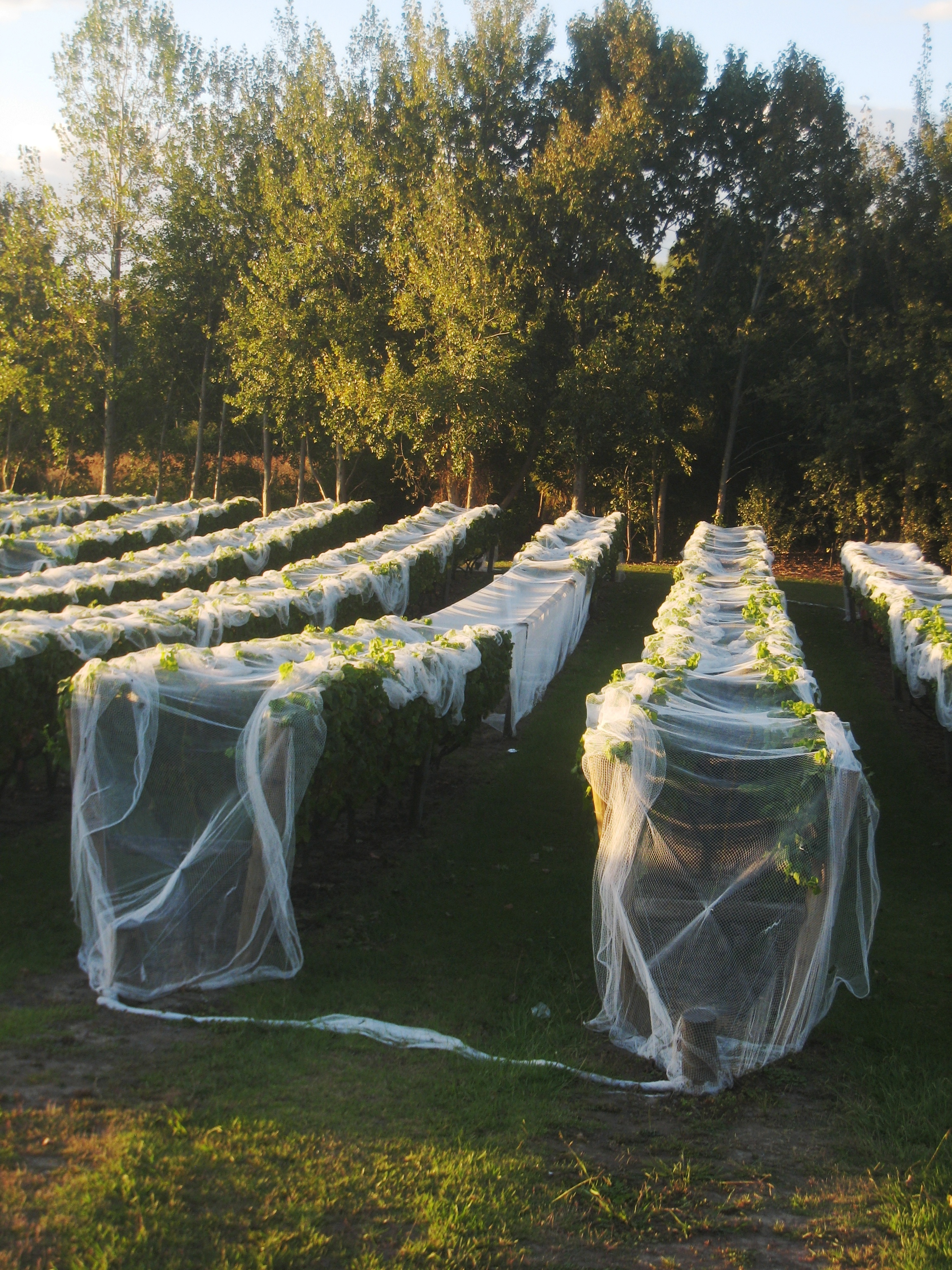
Vogelschutznetze auf Weinreben
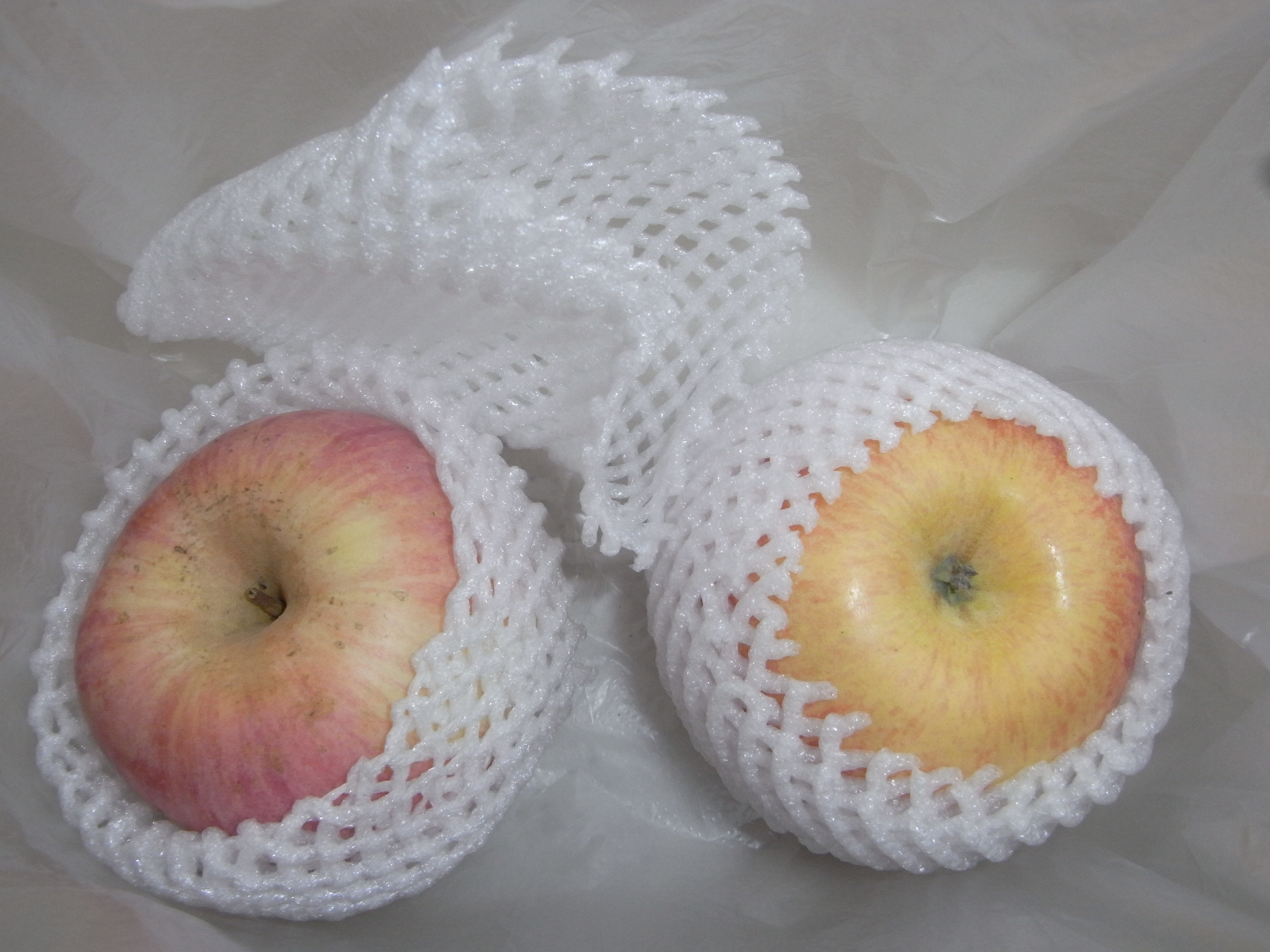
Verpackungsnetz